# Too Bad
Too Bad è un singolo della rock band canadese Nickelback, tratto dal loro terzo album Silver Side Up. Essa ha raggiunto la posizione #42 della Billboard Hot 100 ed è arrivata prima nella Mainstream Rock Tracks.

## Descrizione
Il testo è stato scritto dal cantante del gruppo Chad Kroeger, e affronta l'abbandono del padre, avvenuto quando Chad aveva soli due anni.

## Formazione
Gruppo
- Chad Kroeger - voce, chitarra solista
- Ryan Peake - chitarra ritmica, seconda voce
- Mike Kroeger - basso
- Ryan Vikedal - batteria, percussioni

Altri musicisti
- Timmy Dawson - chitarra acustica

## Tracce
1. Too Bad – 3:29
2. Yanking Out My Heart – 3:34
3. Learn The Hard Way – 2:54

## Classifiche
| Classifica                 | Posizione migliore |
| -------------------------- | ------------------ |
| Australia                  | 56                 |
| Austria                    | 26                 |
| Belgio (Fiandre)           | 23                 |
| Belgio (Vallonia)          | 39                 |
| Svizzera                   | 48                 |
| Paesi Bassi                | 41                 |
| Regno Unito                | 9                  |
| Stati Uniti                | 42                 |
| Hot Mainstream Rock Tracks | 1                  |
| Modern Rock Tracks         | 6                  |
| Adult Top 40               | 31                 |
| Top 40 Mainstream          | 23                 |